# Confine tra Armenia e Azerbaigian
Il confine tra l'Armenia e l'Azerbaigian (in armeno Ադրբեջան–Հայաստան սահման?, in azero Azərbaycan–Ermənistan sərhədi) è un confine internazionale tra l'Armenia e l'Azerbaigian che va da nord a sud e da nordovest a sud-est attraverso il Piccolo Caucaso. Il confine si estende su 1007,1 km, con l'Armenia principalmente a ovest e l'Azerbaigian a est.
L'exclave azera della Repubblica Autonoma di Naxçıvan confina con l'Armenia a nord e ad est. I centri abitati più settentrionali del confine tra Armenia e Azerbaigian sono Kamarli sul lato azero e Berdavan sul lato armeno. I centri abitati più meridionali sono Ganza e Agarak. Le strade europee E002 ed E117 attraversano il confine.
Il confine attuale tra Armenia e Azerbaigian segue in gran parte quello della Repubblica Socialista Sovietica Armena e della Repubblica Socialista Sovietica dell'Azerbaigian, ma è attualmente chiuso a causa del conflitto in corso nel Nagorno-Karabakh. Dopo la sconfitta dell'Armenia nella guerra del Nagorno-Karabakh del 2020, è iniziata una crisi di frontiera con numerosi casi di incursioni e occupazioni del territorio armeno da parte delle forze azere.
Nell'ottobre 2022, i due Paesi hanno raggiunto un accordo in base al quale i confini dell'epoca sovietica dovevano costituire la base per la delimitazione dei confini sulla base della Dichiarazione di Alma-Ata del 1991; l'Armenia ha restituito quattro villaggi all'interno del confine de-jure azero che controllava dagli anni Novanta.

## Geografia

### Sezione occidentale (Naxçıvan)
Il confine inizia a nord al triplice confine con la Turchia sul fiume Aras, e procede via terra in direzione sud-est lungo varie creste montuose, come i Monti Zangezur, fino al triplice confine occidentale con l'Iran sul fiume Aras. Inoltre, l'enclave azera di Karki/Tigranashen che si trova appena a nord del confine, dal maggio 1992, in seguito alla prima guerra del Nagorno-Karabakh, è stata posta sotto il controllo dell'Armenia, che amministra il territorio di 19 km² come parte della provincia di Ararat.

### Sezione orientale
Il confine inizia a nord triplice confine con la Georgia e procede via terra in direzione sud-est, serpeggiando accanto e attorno al fiume Voskepar, attraversando parte del bacino idrico di Joghaz alla foce del Voskepar e toccando il confine occidentale punta del bacino idrico di Abbasbayli. Forma quindi un ampio arco concavo lungo la catena del Khndzorut e giù fino alla catena del Miapor. In seguito corre parallelamente alla sponda orientale del Lago Sevan lungo la catena del Sevan, procedendo a sud lungo la catena del Sevan orientale e poi a ovest lungo la catena del Vardenis prima di svoltare bruscamente a est, creando così una sporgenza azera che comprende il lago Böyük Alagöl. Procede poi verso sud, attraversando il lago Aylakh-Lich e la riserva statale di Sev, terminando al confine iraniano sul fiume Aras. L'intero confine si trova principalmente su un terreno montuoso, con altitudini medie comprese tra 600 me 3.400 m,
Inoltre, nel tratto settentrionale dell'area di confine è presente l'exlave armena molto più piccola di Artsvashen (Bashkand) all'interno dell'Azerbaigian e le piccole exclavi azere di Yukhary Askipara e Barkhudarly all'interno dell'Armenia che sono tutt'oggi controllati dall'Armenia. Inoltre, dagli anni '90, l'Armenia controllava altri 4 villaggi all'interno dei confini de jure dell'Azerbaigian: Aşağı Əskipara, Bağanis Ayrum, Qızılhacılı e Xeyrimli, che sono stati restituiti all'Azerbaigian il 24 maggio 2024 in conformità con l'accordo sulla delimitazione del confine.
Due meridiani (45º meridiano est e 46º meridiano est) e tre paralleli (39º parallelo nord, 40º parallelo nord e 41º parallelo nord) attraversano il confine tra Armenia e Azerbaigian.

## Storia
Durante il XIX secolo la regione del Caucaso fu contesa tra l'Impero ottomano in declino, la Persia e la Russia. Nell'arco dell'Ottocento, la Russia si era spinta verso sud a spese degli imperi persiano e ottomano. Con la guerra russo-persiana (1804-1813) e il successivo Trattato di Golestan, la Russia acquisì la gran parte di quello che attualmente è l'Azerbaigian e parte di quella che oggi è la provincia armena di Syunik (storicamente nota come Zangezur). Dopo la guerra russo-persiana (1826-1828) e il trattato di Turkmenchay, la Persia fu costretta a cedere l'area di Naxçıvan e il resto dell'attuale Armenia. Nel 1867 la Russia organizzò i suoi territori, armeno e azero, nei governatorati di Erivan, Tiflis, Baku ed Elisabethpol. Le relazioni tra armeni e azeri nei governatorati erano spesso tese; ad esempio nel 1905-07, ci furono scontri etnici che provocarono migliaia di morti. Dopo la Rivoluzione russa di febbraio nel 1917, i popoli del Caucaso meridionale avevano dichiarato nel 1918 la Repubblica Federale Democratica Transcaucasica e avevano avviato colloqui di pace con gli ottomani. Disaccordi interni portarono la Georgia a lasciare la federazione nel maggio 1918, seguita poco dopo dall'Armenia e dall'Azerbaigian. Con gli ottomani che avevano invaso il Caucaso e rapidamente guadagnato terreno, le tre nuove repubbliche furono costrette a firmare il Trattato di Batumi il 4 giugno 1918, con il quale riconoscevano il confine ottomano-russo pre-1878, cedendo così la maggior parte dell'Armenia occidentale agli Ottomani. L'Armenia, in particolare, stava vacillando per le conseguenze del genocidio armeno guidato dagli ottomani, che aveva portato un gran numero di rifugiati a fuggire dalla Turchia orientale. I confini tra le tre nuove repubbliche furono tutti contestati. Scoppiò la guerra tra Armenia e Azerbaigian per i territori contesi lungo la frontiera, durata dal 1918 al 1920, concentrandosi sulle aree contese di Nakhchivan (sotto il controllo della breve "Repubblica di Aras"), Zangezur e Nagorno-Karabakh.
Nell'aprile 1920 l'Armata Rossa russa invase l'Azerbaigian e l'Armenia, ponendo fine alla loro indipendenza, seguita nel febbraio-marzo 1921 dalla Georgia. I combattimenti tuttavia continuarono a Zangezur, dove le forze armene proclamarono la Repubblica dell'Armenia montanara e continuarono a combattere contro i bolscevichi fino alla sconfitta armena nel luglio 1921. Il Kavbiuro sovietico aveva il compito di tracciare i confini tra le tre ex repubbliche del Caucaso. Il controllo armeno di Zangezur fu confermato alla fine del 1920. Nel marzo 1921 il Nakhchivan, nonostante fosse stato precedentemente promesso all'Armenia, fu assegnato all'Azerbaigian, su insistenza, in parte, della neonata Repubblica di Turchia tramite il Trattato di Mosca. Il 3 giugno 1921 il Kavbiuro decise che il Nagorno-Karabakh sarebbe stato incluso all'interno dell'Armenia ma le controversie sorte tra i delegati armeni e azeri continuarono. Il 4 luglio si svolse un incontro finale del Kavbiuro per risolvere la questione, confermando la precedente decisione di includere il Nagorno-Karabakh all'interno dell'Armenia. Tuttavia il giorno successivo questa decisione fu revocata e il territorio venne assegnato all'Azerbaigian a condizione che fosse stato concesso al Nagorno-Karabakh lo status di oblast autonomo.
Le ragioni precise dell'improvviso cambiamento rimangono poco chiare: alcuni studiosi pensano che Iosif Stalin abbia influenzato la decisione, mentre altri (come Arsène Saparov) sottolineano il fatto che l'incontro finale coincise con la vittoria sovietica a Zangezur e con la sconfitta della Repubblica armena montanara, dopo la quale gli azeri furono in grado di far valere con più forza le loro rivendicazioni e con i sovietici che avevano pochi incentivi a placare la parte armena. Nel 1922 tutti e tre gli stati furono incorporati nella RSFS transcaucasica all'interno dell'URSS, prima di essere separati nel 1936. Dal 1923-29 la striscia di terra in Azerbaigian tra il Nagorno-Karabakh e l'Armenia fu designata come Uezd del Kurdistan noto comunemente come Kurdistan rosso, successivamente ribattezzato Kurdistan okrug, e poi sciolto nel 1930. I funzionari azeri erano profondamente riluttanti a concedere lo status autonomo al Nagorno-Karabakh. Proponevano invece di creare un oblast del Karabakh più ampio che comprendesse sia le zone di pianura che quelle dell'altopiano, il che avrebbe quindi diluito la maggioranza armena nelle aree degli altipiani. Gli armeni sollevarono il lento progresso alle autorità sovietiche, le quali a loro volta esercitarono pressioni sugli azeri affinché proseguissero con la creazione dell'oblast autonomo. Il 7 luglio 1923 annunciarono debitamente la formazione di un Oblast Autonomo del Nagorno-Karabakh (NKAO). Un confine iniziale fu deciso nel luglio 1923, con modifiche apportate più tardi nello stesso mese in modo da includere Shusha e le regioni di pianura di Khonashen (Martuni) e Skobolevskoe all'interno dell'NKAO. La questione si trascinò nell'anno successivo, con l'annuncio finale dei confini dell'NKAO che non fu reso pubblico fino al 26 novembre 1924. Il confine così annunciato non era una linea formale e delimitata in quanto tale, ma piuttosto un elenco dei 201 villaggi che dovevano essere inclusi all'interno dell'NKAO. Il confine fu poi cambiato nuovamente nel 1925 in modo da includere più villaggi nell'NKAO. Il confine così emerso utilizzava a volte sia linee geografiche che linee amministrative preesistenti, ma era basato prevalentemente su fattori etnografici. 

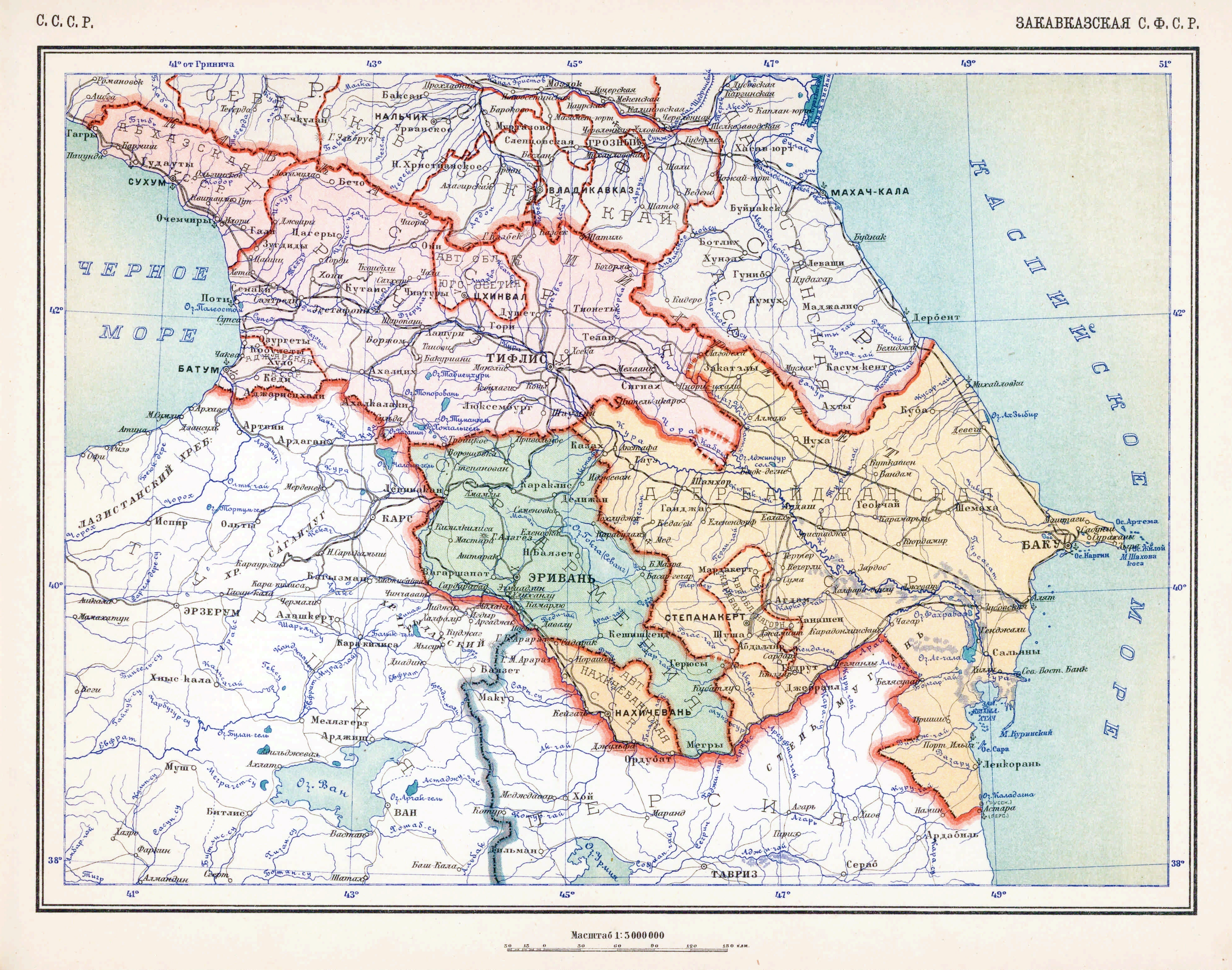
Mappa della RSFS Transcaucasica

Nei decenni successivi l'Armenia premette per l'inclusione dell'NKAO all'interno della SSR armena, in particolare nel periodo successivo alla seconda guerra mondiale, quando l'URSS stava premendo sulle sue rivendicazioni territoriali contro la Turchia (in seguito abbandonate) e di nuovo nel 1960 in seguito al trasferimento della Crimea dalla Russia all'Ucraina. Nel 1965 si svolsero grandi proteste a Yerevan per chiedere un maggiore riconoscimento del genocidio armeno, e molti richiesero anche il trasferimento dell'NKAO in Armenia. Le accuse di discriminazione contro gli armeni nell'NKAO da parte del governo dell'Azerbaigian continuarono, con molti che sostennero che gli azeri erano incoraggiati ad alterare l'equilibrio demografico a loro favore. L'annuncio di Michail Gorbačëv della glasnost e della perestrojka nel 1987 permise a queste richieste insoddisfatte di essere pubblicamente sfogate e di conseguenza gli armeni iniziarono apertamente a premere per il trasferimento della NKAO in Armenia. Le proteste si intensificarono per tutto il 1988 con sempre maggiore violenza, culminando nel pogrom di Sumgait in cui furono uccisi 32 armeni. La violenza colse Mosca alla sprovvista: introdusse l'amministrazione diretta nel gennaio 1989 e nel 1990 inviò truppe in Azerbaigian a seguito di ulteriori violenze.
Il confine è diventato una frontiera internazionale nel 1991 in seguito alla dissoluzione dell'Unione Sovietica e alla dichiarazione di indipendenza di Armenia, Azerbaigian e Nagorno-Karabakh nel 1991. L'Azerbaigian abolì l'Oblast del Nagorno-Karabakh, scatenando una guerra su vasta scala con l'Armenia. La guerra si concluse con un cessate il fuoco nel 1994. Ciò lasciò l'Armenia al controllo della stragrande maggioranza del Nagorno-Karabakh, organizzato come Repubblica dell'Artsakh, e gran parte dell'Azerbaigian vero e proprio, compreso il corridoio strategicamente vitale di Lachin. Da allora il conflitto rimase congelato, creando il moderno confine de facto tra i due paesi che segue de jure il confine dell'era sovietica solo nella sua metà settentrionale. Dal cessate il fuoco le relazioni tra i due paesi rimasero estremamente tese con numerosi combattimenti lungo il confine, in particolare nel 2008, 2010, 2012, 2014, 2016, 2018 e nel 2020.
Sebbene il confine non sia stato formalmente delimitato, entrambe le parti hanno concordato che si sarebbe stabilito sulla base delle mappe sovietiche.

### Confinide factoprecedenti al 2020
Come notato, il confine de jure segue quello dell'ex Repubblica Socialista Sovietica Armena e della Repubblica Socialista Sovietica dell'Azerbaigian ed è costituito da due segmenti principali: quello tra l'Armenia e l'exclave di Nakhchivan dell'Azerbaigian a ovest, e il tratto più lungo tra l'Armenia e il resto dell'Azerbaigian a est. Vi è un certo numero di enclavi su entrambi i lati del confine, ma solo in senso de jure. Per quasi 30 anni, fino alla conclusione della guerra dell'Artsakh del 2020, la situazione de facto è risultata molto più complessa: il segmento del confine occidentale del Nakhchivan non è stato contestato (ad eccezione dell'enclave di Kərki/Tigranashen). Dalla guerra del Nagorno-Karabakh negli anni '90 fino alla fine del 2020, il confine orientale de jure si è tenuto solo a nord, con la sezione meridionale del confine formata da una "linea di contatto" che correva in profondità nel territorio azero, che comprendeva non solo la maggior parte del Nagorno-Karabakh ma gran parte dell'Azerbaigian vero e proprio. L'Armenia ha organizzato questo territorio nell'autodichiarata Repubblica dell'Artsakh, con il confine tra Armenia e Artsakh che correva lungo il confine de jure Armenia-Azerbaigian. Alla fine del 2020 l'Azerbaigian ha ripreso il territorio occupato e parti del Nagorno-Karabakh, con le forze russe di stanza nel corridoio di Lachin che collega il Karabakh all'Armenia vera e propria.
Fino alla metà del 2020, il confine de facto ha seguito il confine de jure verso sud dal triplice confine georgiano fino al monte Hinaldag. Da lì la "linea di contatto" formava poi il confine tra Armenia e Azerbaigian per tutti gli scopi pratici. Procedeva verso est lungo le montagne Murovdag, girando verso sud-est vicino al villaggio di Talish, e proseguiva fino al confine iraniano sul fiume Aras. Con il ritorno all'Azerbaigian del distretto di Qubadli è stato rilevato che la linea di confine tagliava il villaggio armeno di Shurkukh. Di conseguenza il villaggio è stato suddiviso sotto il controllo armeno e azero, con 12 case finite in quest'ultimo.
Il 6 ottobre 2022, a margine del primo vertice della Comunità politica europea a Praga, in un incontro tra il presidente azero Ilham Aliyev, il primo ministro armeno Nikol Pashinyan, il presidente francese Emmanuel Macron e il presidente del Consiglio europeo Charles Michel si è giunti a un accordo sull'avvio della demarcazione dei confini con la collaborazione di una missione civile dell'Unione europea.

### Dopo il 2020
Nell'aprile del 2024, l'Armenia e l'Azerbaigian hanno iniziato a delimitare il loro confine comune sulla base di mappe di epoca sovietica, come primo passo verso un potenziale accordo di pace. Il 19 aprile, i due Paesi hanno raggiunto un accordo in base al quale l'Armenia ha consegnato all'Azerbaigian quattro villaggi abbandonati nella provincia di Tavush, lungo il confine: Bağanis Ayrum, Aşağı Əskipara, Xeyrimli e Qızılhacılı, tutti precedentemente parte della Repubblica Socialista Sovietica Azera e conquistati dall'Armenia negli anni Novanta. Questa condizione, imposta dall'Azerbaigian come prerequisito per il trattato di pace, è stata descritta dal Primo Ministro armeno Nikol Pashinyan come un'alternativa alla guerra, anche se la decisione ha provocato reazioni in Armenia. Nel Paese sono scoppiate proteste, con gli ex residenti di due dei villaggi che hanno bloccato il traffico sull'autostrada Armenia-Georgia nei pressi del lago Sevan, a Noyemberyan e in altre località, poiché alcuni tratti dell'autostrada rischiavano di essere ceduti.
Il 23 aprile, le squadre armene e azere hanno iniziato a rilevare una sezione del confine e i primi segni di confine sono stati posizionati simultaneamente da entrambi i Paesi. Il presidente azero Ilham Aliyev ha appoggiato la proposta del Kazakistan di ospitare i colloqui tra i ministri degli Esteri, ma ha dichiarato che ciò non avrebbe costituito una mediazione internazionale e che quest'ultima non fosse necessaria. Nikol Pashinyan ha inoltre annunciato la sostituzione delle guardie russe presenti al confine con guardie di frontiera armene e azere.

## Attraversamenti del confine

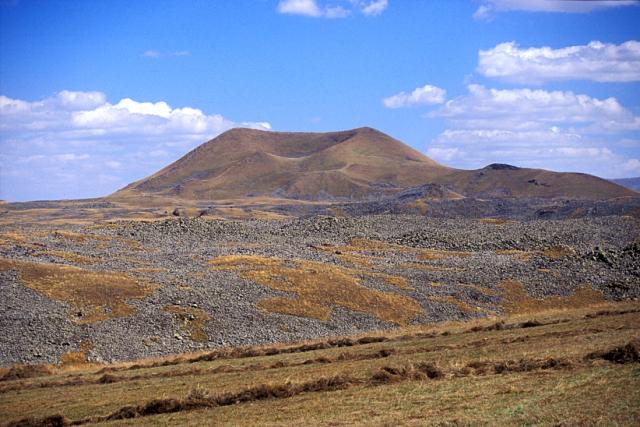
Il campo vulcanico del vulcano Porak (chiamato Akharbakhar in Azerbaigian), che si trova a cavallo del confine tra Armenia e Azerbaigian

Il confine è chiuso e l'area è pesantemente militarizzata. Dalla conclusione della guerra del Nagorno-Karabakh del 2020, non esiste più alcun confine tra l'Armenia e il Nagorno-Karabakh. Tuttavia, l'Azerbaigian ha fornito un ponte terrestre tra i due Paesi secondo i termini dell'accordo di cessate il fuoco. Questo è stato fornito attraverso un pezzo di territorio largo 5 km chiamato corridoio di Lachin, che è rimasto sotto il controllo di una missione di pace russa fino all'offensiva azera nel Nagorno-Karabakh del 2023, che ha portato alla dissoluzione della Repubblica dell'Artsakh.
L'autostrada principale tra il nord e il sud dell'Armenia corre lungo il confine, attraversandolo in più punti. Durante il periodo sovietico e dopo la prima guerra del Nagorno-Karabakh, l'autostrada non è era interessata da questa questione. Tuttavia, dopo la seconda guerra del Nagorno-Karabakh, l'Azerbaigian ha ripreso il controllo di alcuni settori della strada. Mentre la strada è stata per lo più lasciata aperta al traffico armeno, l'Azerbaigian ha chiuso le sue sezioni stradali per 48 ore nell'agosto 2021. L'Armenia ha avviato la costruzione di una nuova strada che vira maggiormente verso l'interno del suo territorio. Le forze di pace russe stazionavano in queste aree lungo il confine ma sono state rimosse in base all'accordo tra l'Armenia e la Russia.

## Insediamenti vicino al confine

### Sezione occidentale (Nakhchivan)

#### Armenia
- Yeraskh
- Paruyr Sevak
- Yelpin
- Chiva
- Rind
- Areni
- Amaghu
- Khachik
- Khndzorut
- Nor Aznaberd
- Bardzruni
- Kapuyt

#### Azerbaigian
- Heydərabad
- Sədərək
- Şahbulaq
- Havuş
- Aşağı Buzqov
- Gərməçataq
- Şada
- Kükü

### Sezione orientale

#### De jure

##### Armenia
- Berdavan
- Dovegh
- Barekamavan
- Koti
- Voskevan
- Voskepar
- Berkaber
- Vazashen
- Kayan
- Paravakar
- Nerkin Karmiraghbyur
- Aygepar
- Movses
- Chinari
- Aygedzor
- Ttujur
- Chambarak
- Vahan
- Vaghatur
- Khoznavar
- Khnatsakh
- Aravus
- Tegh
- Kornidzor
- Vorotan
- Shurnukh
- Vanand (Ghurdghulagh)
- Davit' Bek
- Kaghnut
- Ujanis
- Khdrants
- Eghvard
- Agarak
- Syunik
- Sznak
- Kapan
- Gomaran
- Geghanush
- Chakaten
- Shikahogh
- Srashen
- Nerqin Hand

##### Azerbaigian
- Kəmərli
- Fərəhli
- Quşçu Ayrım
- Bağanis Ayrum
- Məzəm
- Qızılhacılı
- Cəfərli
- Bala Cəfərli
- Yaradullu
- Mülkülü
- Köhnəqışlaq
- Koxanəbi
- Ağbulaq
- Sonalar
- Motudərə
- Zamanlı
- Fərzalı
- Göyəlli
- Hüsülü
- Malıbəy
- Malxələf
- Eyvazlı
- Qazançı
- Rəzdərə

#### De facto

##### Armenia (Artsakh)

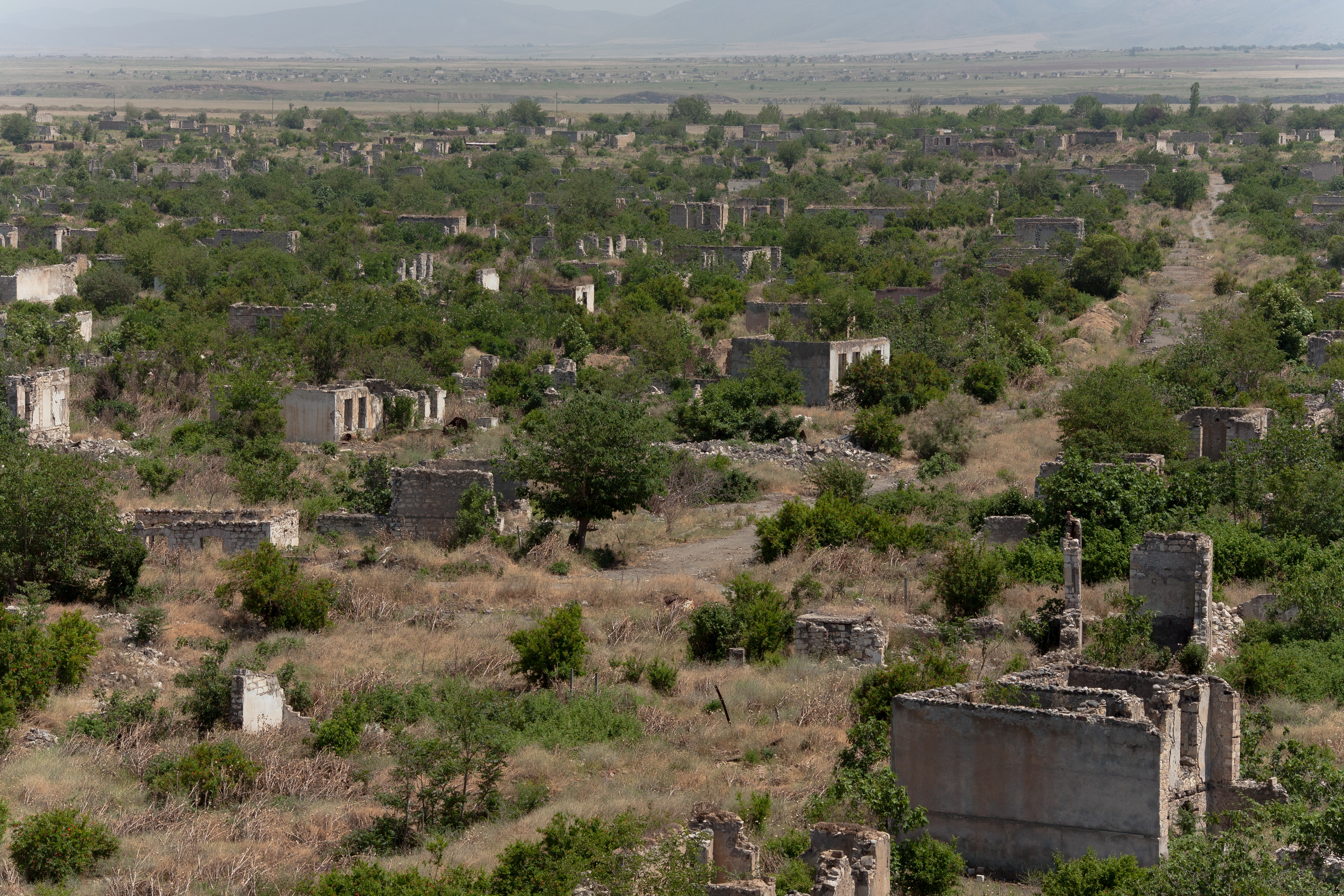
Le rovine della città di Agdam

- Talış
- Seysulan
- Ağdam

##### Azerbaigian
- Gülüstan
- Əskipara
- Qızıloba
- Çaylı (Aygestan)
- Həsənqaya
- Tartar
- Shikharkh (Leninavan)
- Horadiz